# Jekatierina Rieńżyna
Jekatierina Rieńżyna (ur. 18 października 1994) – rosyjska lekkoatletka specjalizująca się w biegach sprinterskich. 
Uzyskała awans do igrzysk olimpijskich młodzieży w 2010 roku, podczas których zajęła w finale B trzecie miejsce w biegu na 200 metrów. W 2011 startowała w mistrzostwach świata juniorów młodszych, a w 2012 odpadła w półfinale biegu na 400 metrów oraz wraz z koleżankami zdobyła brąz w biegu sztafetowym 4 x 400 metrów na mistrzostwach świata juniorów w Barcelonie. W 2013 zdobyła złoto uniwersjady oraz srebro i brąz na mistrzostwach Europy juniorów. W 2015 startowała na młodzieżowych mistrzostwach Europy, podczas których zdobyła srebro w biegu na 400 metrów oraz brąz w sztafecie 4 x 400 metrów.
Rekordy życiowe: bieg na 200 metrów – 22,61 (10 lipca 2014, Jerino); bieg na 400 metrów – 51,21 (14 lipca 2017, Jerino). 

## Osiągnięcia
| Rok  | Impreza                                       | Miejsce         | Konkurencja             | Pozycja            | Wynik           |
| ---- | --------------------------------------------- | --------------- | ----------------------- | ------------------ | --------------- |
| 2010 | Eliminacje Europy do igrzysk olimpijskich U18 | Moskwa          | bieg na 200 m           | 2. miejsce         | 24,25           |
| 2010 | Igrzyska olimpijskie U18                      | Singapur        | bieg na 200 m           | 3. miejsce finał B | 24,70           |
| 2011 | Mistrzostwa świata juniorów młodszych         | Lille Metropole | bieg na 200 m           | półfinał           | 23,96           |
| 2011 | Mistrzostwa świata juniorów młodszych         | Lille Metropole | sztafeta szwedzka       | 5. miejsce         | 2:07,62         |
| 2012 | Mistrzostwa świata juniorów                   | Barcelona       | bieg na 400 metrów      | półfinał           | 52,97           |
| 2012 | Mistrzostwa świata juniorów                   | Barcelona       | sztafeta 4 x 400 metrów | 3. miejsce         | 3:36,42         |
| 2013 | Uniwersjada                                   | Kazań           | sztafeta 4 x 400 metrów | 1. miejsce         | 3:26,61         |
| 2013 | Mistrzostwa Europy juniorów                   | Rieti           | bieg na 400 metrów      | 3. miejsce         | 52,27           |
| 2013 | Mistrzostwa Europy juniorów                   | Rieti           | sztafeta 4 x 400 metrów | 2. miejsce         | 3:33,36         |
| 2014 | Mistrzostwa Europy                            | Zurych          | bieg na 200 metrów      | półfinał           | 23,26           |
| 2014 | Mistrzostwa Europy                            | Zurych          | sztafeta 4 × 400 metrów | 4. miejsce         | 3:25,02         |
| 2015 | Halowe mistrzostwa Europy                     | Praga           | sztafeta 4 × 400 metrów | 6. miejsce         | 3:32,53         |
| 2015 | Młodzieżowe mistrzostwa Europy                | Tallinn         | bieg na 400 metrów      | 2. miejsce         | 51,51           |
| 2015 | Młodzieżowe mistrzostwa Europy                | Tallinn         | sztafeta 4 × 400 metrów | 3. miejsce         | 3:30,78         |
| 2015 | Mistrzostwa świata                            | Pekin           | bieg na 400 metrów      | półfinał           | 51,49           |
| 2015 | Mistrzostwa świata                            | Pekin           | sztafeta 4 × 400 metrów | 4. miejsce         | 3:24,84 (elim.) |
| 2015 | Światowe igrzyska wojska                      | Mungyeong       | sztafeta 4 × 100 metrów | 2. miejsce         | 44,20           |
| 2015 | Światowe igrzyska wojska                      | Mungyeong       | sztafeta 4 × 400 metrów | 1. miejsce         | 3:28,75         |